# Unión Internacional Paneuropea

Bandera del Movimiento Paneuropeo.

La Unión Paneuropea Internacional tiene a gala ser el movimiento de unificación europea más antiguo y es también conocido como el Movimiento Paneuropeo y el Movimiento Pan-Europa. Comienza con la publicación del manifiesto Paneuropa por el conde Richard Coudenhove-Kalergi en 1923, que presentó la idea de un Estado paneuropeo unificado.
La meta indicada de la organización es la unidad de una Europa cristiana, libre de «nihilismo, ateísmo y el inmoral consumismo». Es independiente de todos los partidos políticos, pero ha colocado principios que atraen a políticos, partidos e instituciones. La Unión Paneuropea Internacional tiene cuatro principios básicos: liberalismo, cristianismo, responsabilidad social y proeuropeísmo.
Algunos de sus miembros famosos fueron Albert Einstein, Thomas Mann, Franz Werfel, Salvador de Madariaga, Aristide Briand, Konrad Adenauer, Franz Josef Strauß, Bruno Kreisky y Georges Pompidou. Fue prohibida por los nazis alemanes en 1933 y refundada tras la Segunda Guerra Mundial.
Otón de Habsburgo, entonces cabeza de la dinastía Habsburgo, se convirtió en el presidente Honorífico de la Unión Paneuropea Internacional después de la muerte de Coudenhove en 1973. El último presidente de la Unión es —desde 2004— Alain Terrenoire, director de la Unión Paneuropea en Francia.
La Unión tiene varias sedes en muchos países europeos, con su Secretaría General radicada en Múnich.

## Organizaciones miembros
En julio de 2023, la Unión Paneuropea está formada por organizaciones miembros en 32 países de toda Europa:
Albania, Andorra, Armenia, Austria, Bélgica, Bosnia y Herzegovina, Bulgaria, Croacia, República Checa, Estonia, Finlandia, Francia, Alemania, Hungría, Italia, Kosovo, Letonia, Luxemburgo, Montenegro, Países Bajos, Macedonia del Norte, Polonia, Portugal, Rumania, San Marino, Serbia, Eslovaquia, Eslovenia, España, Suecia, Suiza, Ucrania.

## Presidentes
| N.º | Imagen | Nombre                         | Término      | Notas                                           |
| --- | ------ | ------------------------------ | ------------ | ----------------------------------------------- |
| 1   |        | Richard Coudenhove-Kalergi     | 1923–1972    | Elegido primer presidente internacional en 1926 |
| 2   |        | Otón de Habsburgo-Lorena , MEP | 1973–2004    | Ex príncipe heredero Otón de Austria-Hungría    |
| 3   |        | Alain Terrenoire               | 2004–present | Ex parlamentario y eurodiputado, Francia        |